# L'homme armé
L'homme armé (‘El hombre armado’) es una canción del Renacimiento cuya melodía fue usada con mucha frecuencia por los compositores de la época en sus misas, hasta el punto de que se conservan alrededor de 40 composiciones distintas tituladas Missa L'homme armé.

## Nota, texto y traducción
| Francés original | Español |
| --- | --- |
| L'homme, l'homme, l'homme armé, L'homme armé L'homme armé doibt on doubter, doibt on doubter. On a fait partout crier, Que chascun se viengne armer D'un haubregon de fer. | El hombre, el hombre, el hombre armado, El hombre armado El hombre armado debe ser temido, debe ser temido. Se ha mandado decir por todas partes Que cada hombre debe armarse Con una loriga de hierro. |

## Origen
El origen de la popularidad de la canción y la importancia de El hombre armado son objeto de debate. Unas teorías sugieren que se refiere a San Miguel Arcángel. El compositor Johannes Regis (1425-1496) utilizó precisamente esa alusión en su Dum Sacrum Mysterium/Missa L'homme Armé basada en esta melodía, incorporando varios textos adicionales (trope y cantus firmus plainchants) en honor de San Miguel Arcángel. Otros en cambio consideran que este nombre representa solo el nombre de una popular taberna (Maison L'Homme Arme) cerca de la casa de Guillaume Dufay, en Cambrai. También puede representar el caballero de la nueva cruzada contra los turcos. Esta melodía era especialmente apreciada en la Orden del Toisón de Oro. Es significativo que la primera aparición de la canción fuera contemporánea a la Caída de Constantinopla, tomada por el Imperio turco en 1453, un acontecimiento que tuvo un efecto psicológico devastador en la Europa cristiana; compositores como Guillaume Dufay crearon obras que lamentaban este acontecimiento. Incluso es posible que las tres teorías sean ciertas, debido al sentimiento de inquietud ante la necesidad de organización de la defensa militar frente a los otomanos que amenazaban también el centro y el norte de Europa en aquel momento y la necesidad de reconquistar Constantinopla.
Una propuesta reciente es la teoría que afirma que el origen del tema musical es una combinación idealizada a partir de gritos de la calle y la llamada de trompeta a las armas, que pudo originarse a finales del siglo XIV o principios del XV, debido al mayor uso de la prolación, que era la medida más común en aquel tiempo.

## Uso en la misa latina
L'homme armé es especialmente relevante porque fue muy usado como cantus firmus por los compositores del Renacimiento para la Misa latina. Fue probablemente más utilizado para este propósito que cualquier otra canción profana: se conocen alrededor de 40 composiciones. Muchos compositores del Renacimiento crearon al menos una misa con esta melodía; las dos obras de Josquin des Prés, la Missa L'homme armé super voces musicales, y la Missa L'homme armé sexti toni están entre las más conocidas. Otros compositores que escribieron más de una obra inspirada por esta melodía son Pierre de la Rue, Cristóbal de Morales y Giovanni Pierluigi da Palestrina. Un ciclo de seis composiciones, todas anónimas aunque probablemente del mismo compositor, se conservan en el Manuscrito Napolitano, el cual fue supuestamente un regalo a Beatriz de Aragón de parte de alguno de los músicos favoritos de Carlos el Temerario.
La mayoría de las composiciones de L'homme armé, unas 30, provienen del período del 1450 al 1510.
Uno de los primeros usos de esta melodía fue la canción Il sera pour vous conbatu/L'homme armé, atribuida a Robert Morton, que se cree escrita probablemente en 1463, por algunas de las referencias del texto. También es posible que la primera obra compuesta sobre esta melodía fuera una ópera anónima para tres voces. En 1523, Pietro Aron ―en su obra  Thoscanello in musica― sugiere que el creador de la melodía fue Antoine Busnois. Mientras que es tentadora esta opción, dado que el tono es estilísticamente consistente a partir de Busnois, no hay otra fuente que pueda corroborar la afirmación de Aron, dándose además la circunstancia de que Aron hizo esta afirmación 70 años después de la primera aparición de la melodía. Richard Taruskin ha propuesto que Busnois escribió la misa más antigua conocida con esta melodía, pero esta afirmación es puesta en duda por muchos eruditos, que prefieren como candidato a Guillaume Dufay como el creador de la primera misa con el tema de L'homme armé. Otros compositores cuya versión con el tema musical que pueden fecharse desde 1450 son Gillaume Faugues, Johannes Regis y Johannes Ockeghem.
La melodía es especialmente apta para el tratamiento contrapuntístico. Las frases están claramente delineadas y proporciona muchas posibilidades para la construcción de cánones. Es también fácil de reconocer dentro de una estructura contrapuntística.

## Vigencia
Hay compositores que vuelven a esta melodía para buscar inspiración temática o espiritual.
En 1968 el compositor Peter Maxwell Davies escribió su Missa super l'homme armé.
El compositor estadounidense Mark Alburger incluye variaciones sobre el tema en su Deploratio Passacaglias (1992) en el primer movimiento (Ockeghem) y en el décimo (Bach).
El compositor galés Karl Jenkins continuó también la tradición con The Armed Man: A Mass for Peace, escrita en 1999 por encargo de La Royal Armouries para celebrar la entrada del nuevo milenio.
Christopher Marshall escribió en 2003 L’homme armé: Variaciones para conjunto de viento.